# Sky Captain and the World of Tomorrow
Sky Captain and the World of Tomorrow (br: Capitão Sky e o Mundo de Amanhã / pt: Sky Captain e o Mundo de Amanhã) é um filme norte-americano, britânico e italiano de 2004, dos gêneros dieselpunk e aventura pulp. O filme foi a estreia de Kerry Conran como diretor e roteirista.

## Sinopse
Em uma Nova York do final dos anos 1930, a repórter Polly Perkins (Gwyneth Paltrow) descobre que os cientistas mais famosos do mundo estão desaparecendo. Após a cidade ser atacada por imensos robôs voadores, ela resolve pedir ajuda ao piloto e aventureiro e seu antigo namorado Joseph "Capitão Sky" Sullivan (Jude Law) e Dex (Giovanni Ribisi), o fiel ajudante dele. A missão principal do grupo é localizar o megalomaníaco doutor Totenkopf (Laurence Olivier), que está escondido em algum lugar do Nepal e planeja destruir o mundo.

## Elenco principal
- Gwyneth Paltrow .... Polly Perkins
- Jude Law .... Joe "Capitão Sky" Sullivan
- Giovanni Ribisi .... Dex
- Angelina Jolie .... Capitã Franky Cook
- Laurence Olivier .... Dr. Totenkopf

Laurence Olivier faleceu em 1989. Para aparecer no filme, Kerry Conran utilizou imagens de arquivo do ator e fez uma edição de forma que Oliver pudesse "atuar" como o vilão Dr. Totenkopf.

## Inspirações do diretor

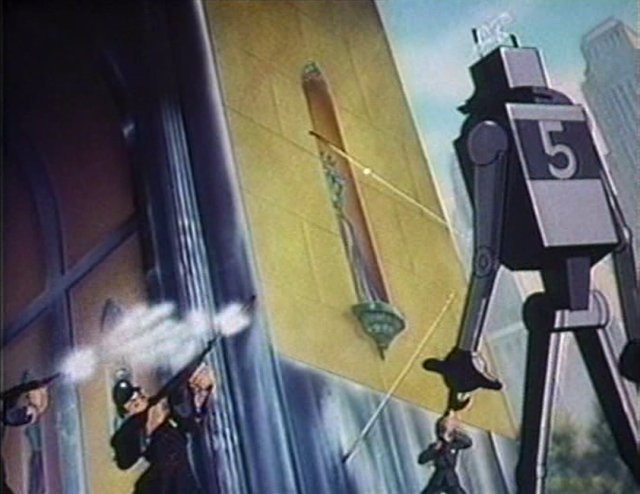
Robô de "Mechanical Monsters" (desenho animado do Superman)

O filme foi inteiramente rodado com os atores atuando a frente de uma tela azul. Com exceção dos próprios atores, todo o restante do filme foi inserido através de computadores. Foi o próprio Kerry Conran quem criou o programa de CGI que permite a criação de um mundo virtual em 3D e a posterior inserção de atores neste universo. O diretor Kerry Conran não foi nem uma única vez a Nova York durante as filmagens, e também nunca tinha ido à cidade antes. O diretor recriou Nova York baseando-se em fotos antigas da cidade.
O título "The World of Tomorrow" (O mundo de amanhã) é uma referência à Feira Mundial de Nova York realizada em 1939 e 1940, que foi apelidada com esse nome. Na verdade esse seria o nome do filme,mas teve que ser mudado para Sky Captain and the World of Tomorrow para que o público não se confundisse com O Dia Depois de Amanhã (2004), cujo título original é "The Day After Tomorrow".
O diretor Kerry Conran tirou a ideia dos robôs gigantes voadores do episódio "Mechanical Monsters", do desenho animado do Superman, que foi exibido em 1941.